# Стеклянная кабина

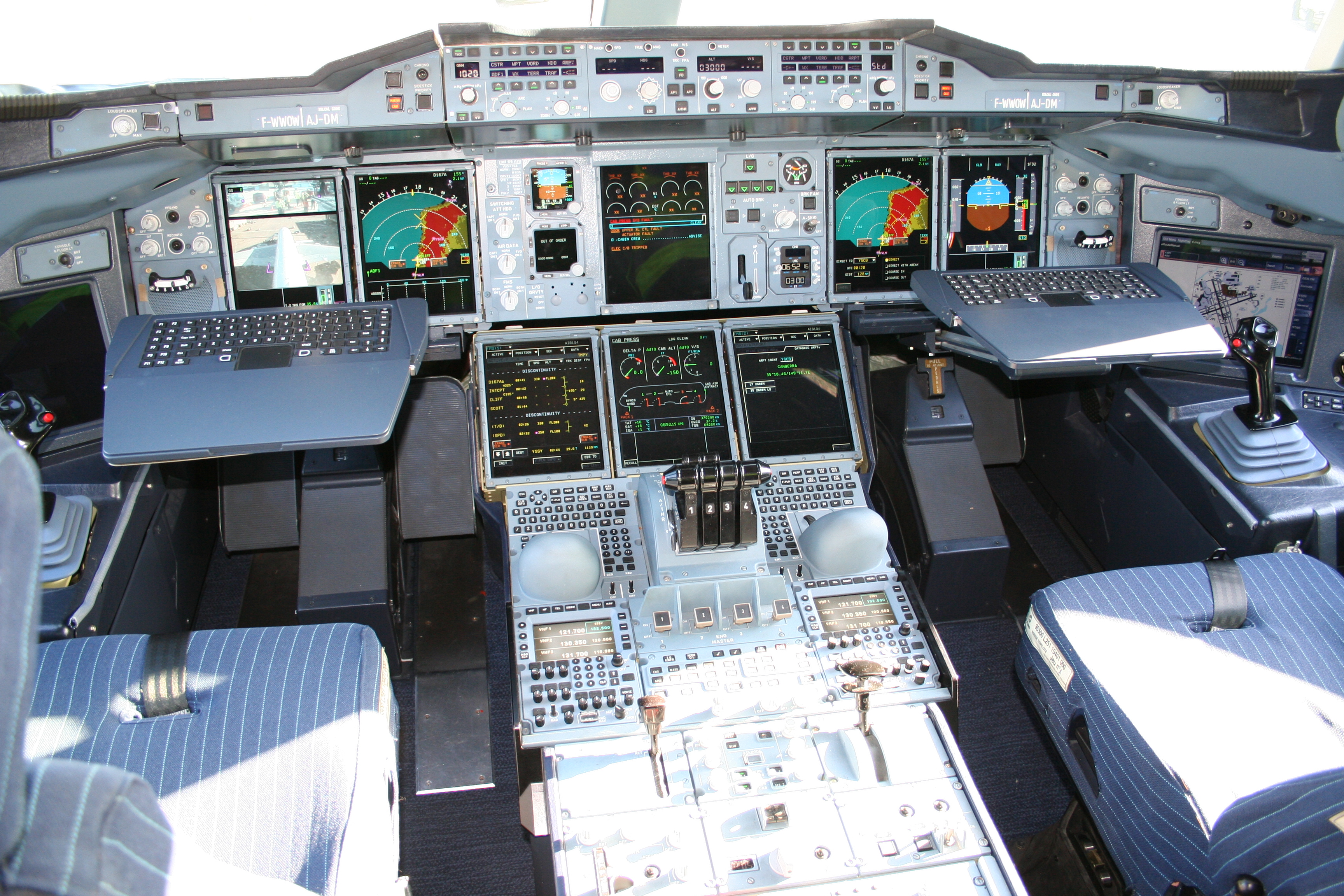
«Стеклянная» кабина самолёта Airbus A380 с выдвижными клавиатурами и двумя широкоформатными дисплеями справа и слева от пилотов

«Стеклянная кабина» — панель кабины пилотов самолёта, включающая в себя электронные дисплеи. В традиционной кабине устанавливается множество механических указателей для отображения информации. В «стеклянной» кабине установлено несколько дисплеев систем управления полётом, которые могут быть настроены для отображения необходимой информации. Это упрощает управление самолётом, навигацию и позволяет пилотам сконцентрироваться на наиболее важной информации. Такая конфигурация востребована авиакомпаниями, поскольку позволяет отказаться от бортинженера. В последние годы данная технология получила распространение даже на небольших самолётах.
По мере совершенствования дисплеев самолёта эволюционировали и датчики, отправляющие на них информацию. На смену традиционным гироскопическим пилотажным приборам пришли электронные курсовертикали и системы воздушных сигналов, повышающие точность, снижающие стоимость эксплуатации и обслуживания. В «стеклянную» кабину, как правило, включаются приёмники GPS.
Ранние «стеклянные» кабины, устанавливавшиеся в самолётах McDonnell Douglas MD-80/90, Boeing 737 Classic, 757 и 767-200/-300, Airbus A300-600 и A310, использовали электронную информационную систему полётов (EFIS) только для отображения пространственного положения самолёта и навигационной информации. Для отображения скорости полёта, высоты и вертикальной скорости применялись традиционные механические указатели. В более современных «стеклянных» кабинах на самолётах Boeing 737NG, 747-400, 767-400, 777, Airbus A320 и более поздних моделях, Ил-96, Ту-204, SSJ100, Ан-148, CRJ, E-Jet и EMB-145/-140/-135 механические указатели и контрольные лампы полностью отсутствуют.

## История

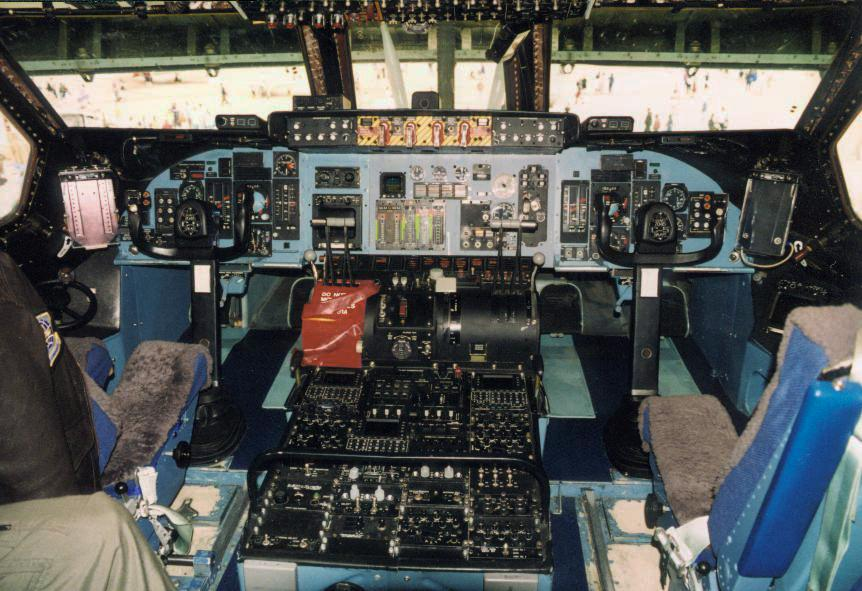
Панель приборов самолёта C-5A

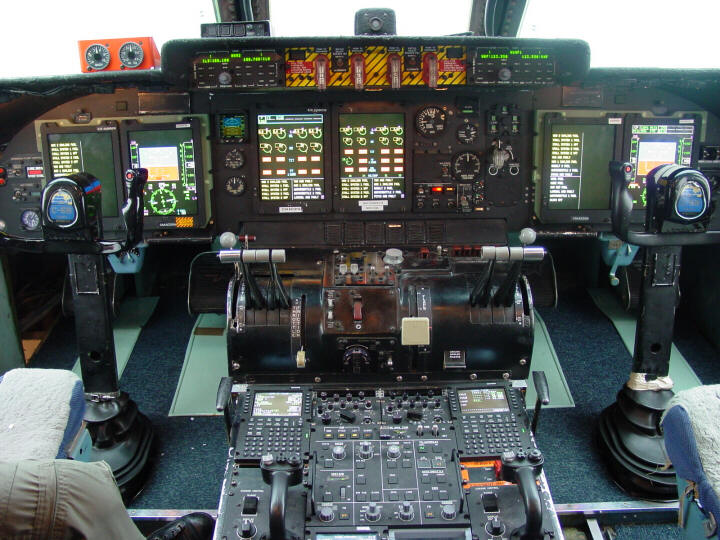
Новая панель C-5, устанавливаемая в рамках программы модернизации

До 1970-х гг. авиаперевозки не считались достаточно сложными, чтобы требовать высокотехнологичного оборудования, такого как электронные индикаторы режимов полёта. Кроме того, компьютерные технологии тех лет не обладали достаточной лёгкостью по весу и производительностью. Возросшая сложность транспортных самолётов, появление цифровых систем и растущая нагрузка на аэропорты привели к серьёзным переменам в данной области.
В кабине обычного транспортного самолёта тех лет было установлено более ста приборов и органов управления. Основные приборы были окружены множеством индикаторов, шкал и символов, а растущее число элементов кабины пилотов занимало много места и рассеивало внимание пилотов. В попытке решить проблему NASA провело исследование по разработке дисплеев, способных обрабатывать данные от бортовых систем самолёта и полётных данных и отображать полётную ситуацию. Результатом этого исследования стала серия полётов для демонстрации полностью стеклянной кабины.
Успех инициативы NASA по разработке стеклянной кабины подтверждается повсеместным внедрением электронных индикаторов режимов полёта, впервые появившихся на самолёте MD-80 в 1979 году. Внедрение новой технологии пошло на пользу как авиакомпаниям, так и пассажирам. Повышение осведомленности пилота о своем пространственном положении в полете повысило безопасность и эффективность полётов.
К концу 1990-х годов большинство авиапроизводителей устанавливало в кабины своих самолётов жидкокристаллические дисплеи (ЖКД) — инженеров привлекли их КПД, надёжность и чёткость изображения. Ранние модели ЖКД страдали плохими показателями чёткости при некоторых углах обзора и слишком большим временем отклика, что делало их непригодными для авиации. Современные самолёты, такие как Boeing 737 Next Generation, 777, 717, 747-400ER, 767-400ER, 747-8 и 787, семейства Airbus A320 (более поздние варианты), A330 (более поздние варианты), A340-500/600, A340-300 (более поздние варианты), A380 и A350 оснащены стеклянными кабинами, включающими ЖКД.
Стеклянные кабины стали стандартным оборудованием для авиалайнеров, самолётов бизнес-класса и военных самолётов. Стеклянные кабины также установлены на космических челноках Atlantis, Columbia, Discovery, Endeavour и российском космическом корабле Союз ТМА, запущенном в 2002 году. К концу 20 века стеклянные кабины начали появляться на самолётах Авиации общего назначения. К 2005 году даже тренировочные самолёты, такие как Piper Cherokee и Cessna 172, по заказу оснащались стеклянными кабинами (этот вариант заказывали почти все покупатели), а некоторые модели, такие как Diamond Aircraft DA42, Cirrus Design SR20 и SR22, предлагаются только со стеклянной кабиной.

## Применение

### В коммерческой авиации

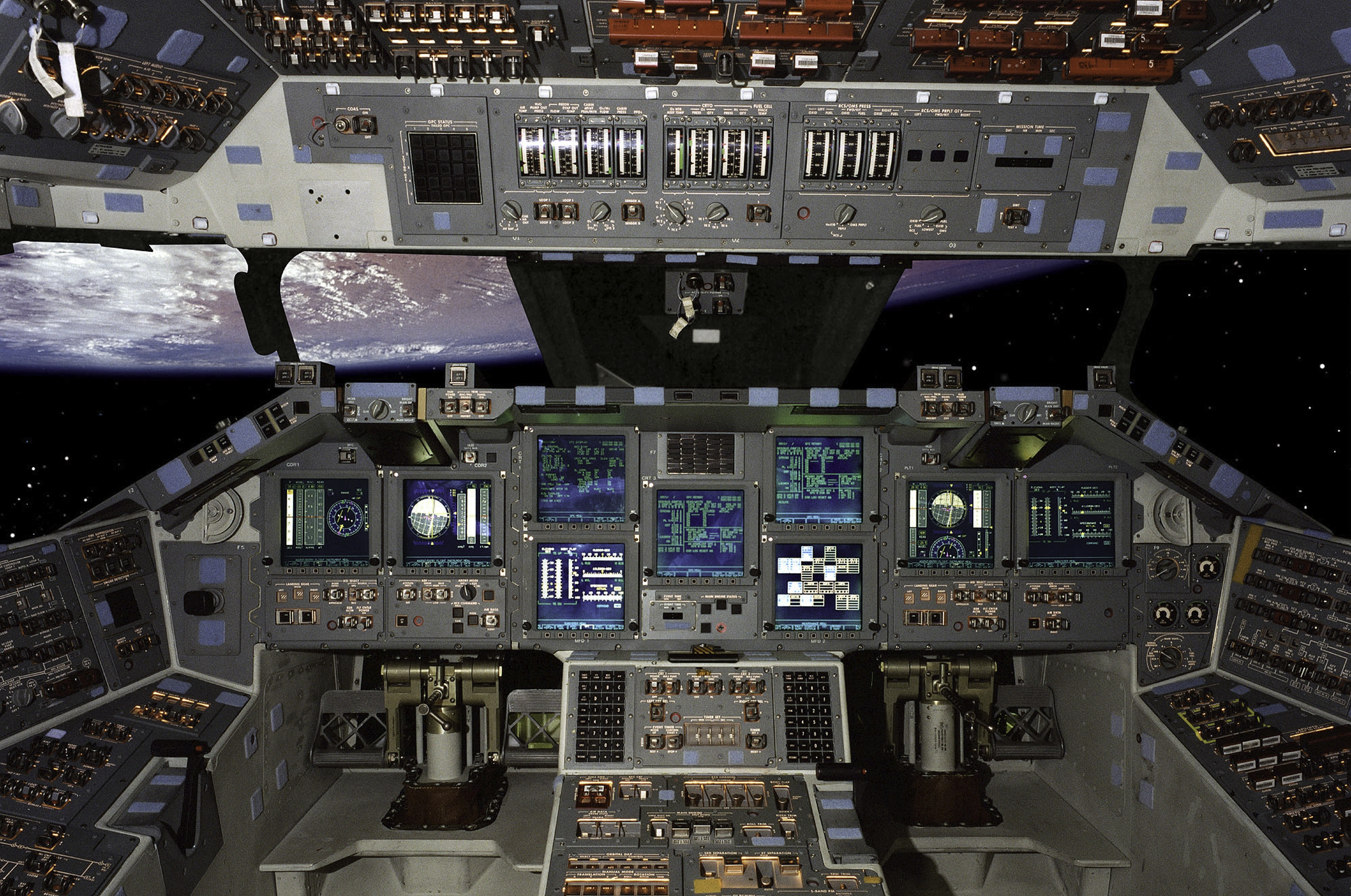
Стеклянная кабина Space Shuttle

В отличие от стеклянных кабин первого поколения, в которых инженеры просто копировали внешний вид и поведение обычных электромеханических приборов на электронно-лучевые трубки, новые дисплеи являются значительным шагом вперёд. Они передают информацию подобно обычным компьютерам, в них есть окна и возможность перемещать данные с помощью устройств, схожих по принципу действия с компьютерной мышью. Они также могут отображать карту местности, схемы захода на посадку, карту погоды, вертикальный индикатор, трёхмерные навигационные подсказки.
Технологический прогресс позволяет авиационным инженерам подбирать необходимую компоновку кабины в гораздо более широких пределах, чем ранее. Все авиапроизводители выбрали такой путь построения кабины пилотов — в новых системах в качестве устройства ввода используются трекбол, манипулятор под большой палец или джойстик. Предлагаемые авиапроизводителями системы повышают ситуационную ориентацию пилота и безопасность полётов путём оптимизации интерфейса «пилот-машина».
Современные стеклянные кабины могут включать в себя системы технического зрения (Synthetic Vision System) или системы ночного видения (Enhanced Vision Systems). Системы технического зрения передают реалистичную трёхмерную картинку окружающего мира (как в авиасимуляторах) на основании заложенных в них баз данных о геофизических особенностях местности в сочетании с информацией о пространственном положении самолёта, получаемой от навигационной системы. Системы ночного видения в масштабе реального времени добавляют информацию от внешних источников, таких как инфракрасные камеры.
Все новые авиалайнеры, такие как Airbus A380, Boeing 787 и бизнес-самолёты, такие как Bombardier Global Express и Learjet, оснащаются стеклянными кабинами.

### В авиации общего назначения

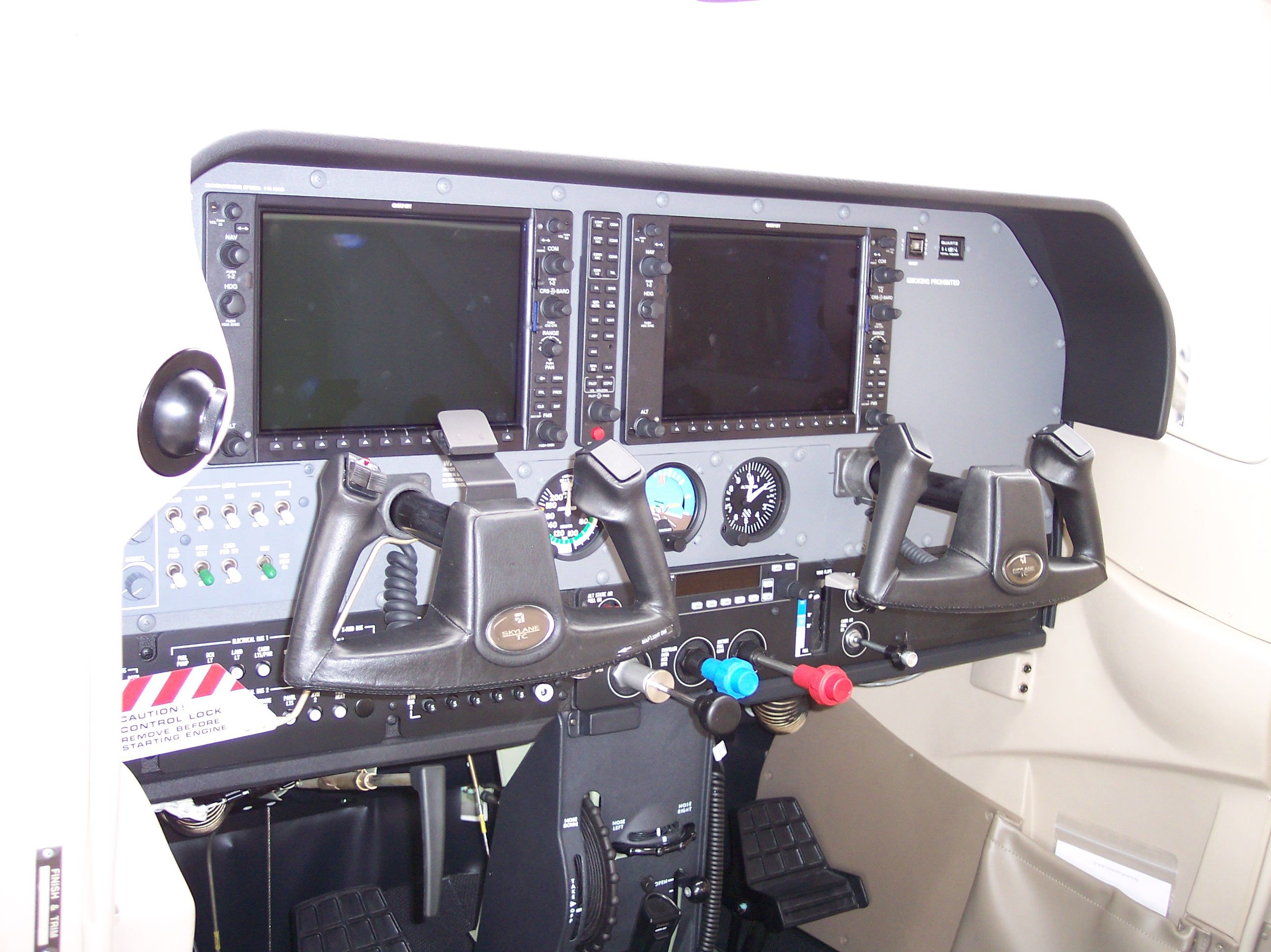
Система Garmin G1000 на самолёте Cessna 172

Некоторые самолёты авиации общего назначения, такие как 4-местные Diamond Aircraft DA40, DA42 и DA50 и 4-местный Cirrus Design SR20 и SR22, можно заказать со стеклянной кабиной. Комплекс Garmin G1000 устанавливается на многие небольшие самолёты, включая Cessna 172. Некоторые производители разработали программы установки стеклянных кабин на уже выпущенные самолёты с обычными приборами.
Стеклянные кабины также устанавливаются на бизнес-самолёты предыдущих поколений, такие как Dassault Falcon, Raytheon Hawker, Bombardier Challenger, Cessna Citation, Gulfstream, King Air, Learjet, Astra и многие другие. Компании, предоставляющие услуги по обслуживанию авиатехники, в сотрудничестве с производителями авиационного оборудования могут произвести такую замену по требованию клиента.

## Безопасность
При отказе одного прибора пилот может воспользоваться резервным или лететь по остальным приборам. При отказе «стеклянной кабины» теряются сразу несколько приборов (а иногда и вся кабина), поэтому остро встаёт вопрос подготовки пилотов к отказам оборудования. При эксплуатации только одной модели, Airbus A320, зафиксировано пятьдесят случаев отключения стеклянной кабины. 25 января 2008 года экипаж самолёта, выполнявшего рейс 731 авиакомпании United Airlines, столкнулся с серьёзной неполадкой стеклянной кабины, в результате которой вышла из строя половина мониторов, радиостанция, передатчики, система TCAS и индикаторы пространственного положения. Хорошая погода и полёт в дневное время суток позволили экипажу успешно посадить самолёт в аэропорту г. Ньюарка. Airbus предложил доработку самолёта, которую Национальное бюро по безопасности на транспорте (NTSB) рекомендовало ввести как обязательную, однако Федеральное управление гражданской авиации США (FAA) ещё не приняло решение по этому вопросу. NTSB выпустило технический бюллетень.
В 2010 году NTSB опубликовало исследование, объектом которого стали 8 000 лёгких самолётов авиации общего назначения. Исследование позволило сделать вывод о том, что самолёты, оборудованные стеклянными кабинами, имеют меньший уровень аварийности, однако вероятность аварии с тяжёлыми последствиями на них выше. Комментируя результаты исследования, руководитель NTSB заявил:
|  | Для лёгких самолётов, оборудованных стеклянными кабинами, особенно важна подготовка пилотов. Данное исследование подтверждает, что грань между жизнью и смертью лежит в основе обучения пилотов обращению с этими сложными системами… Несмотря на то, что установка стеклянных кабин на лёгкие самолёты должна была снизить аварийность, мы, к сожалению, не видим, чтобы это происходило. |

## В автомобилях
Цифровые приборы ставили в автомобили с 1980-х, они не были популярны. К 2020-м «стеклянные» приборные панели стали повсеместными, в основном ради удешевления. Обнаружились специфичные для автомобилей недостатки:
- С некачественными ЖК-панелями и любовью к синему цвету панель стала менее удобной ночью[7].
- Водитель должен одновременно удобно сидеть и видеть панель, что вынуждает отказаться от стандартного положения панели (видна сквозь спицы руля)[7].
- На аналоговой панели немало свободного места, и можно придумать другую компоновку (например, поставив в центре навигатор) — но тогда где разместить критические индикаторы (автомобиль на стояночном тормозе, открыта дверь…)?[7]
- ОС общего назначения (Android) с её задержками и зависаниями пригодна лишь для мультимедиа и навигатора, а основной компьютер работает на более простых ОС вроде QNX, что приводит к необычным аппаратно-программным архитектурам, когда несколько процессоров конкурируют за один экран[7].
- Отказ «стеклянной» панели — вопрос не безопасности, но дешевизны: аналоговую несложно восстановить, а «стеклянная» обычно нужна новая.

Необычные достоинства:
- Стало сложнее скрывать, что старый автомобиль критически неисправен. Раньше для этого отключали лампочки[8].